# Guvernul Ion Antonescu (3)
Guvernul General Ion Antonescu (3) a fost un consiliu de miniștri care a guvernat România în perioada 27 ianuarie 1941 - 23 august 1944. Al treilea guvern al lui Ion Antonescu a fost format în urma rebeliunii legionare din 21-23 ianuarie 1941. Generalul a cerut liderilor politici Iuliu Maniu și Constantin I.C. Brătianu să colaboreze la formarea unui guvern de uniune națională, însă a fost refuzat. Guvernul a fost format fără consultarea regelui Mihai, care a adresat însă o telegramă formală premierului: „Ați binemeritat de la patrie redându-i ordinea și liniștea. Odată cu formarea guvernului, vă exprim întreaga admirație și încredere.”

## Componența
- Președintele Consiliului de Miniștri

General Ion Antonescu (27 ianuarie 1941 - 23 august 1944)
- Vicepreședintele Consiliului de Miniștri

Mihai A. Antonescu (21 iunie 1941 - 23 august 1944)
- Ministru secretar de stat

Mihai A. Antonescu (27 ianuarie - 21 iunie 1941)
- Ministru secretar de stat cu Propaganda

Nichifor Crainic (27 ianuarie - 1 aprilie 1941)
- Ministrul afacerilor străine

ad-int. General Ion Antonescu (27 ianuarie - 29 iunie 1941)
Mihai A. Antonescu (29 iunie 1941 - 23 august 1944)
- Ministrul de interne

General Dumitru I. Popescu (27 ianuarie 1941 - 23 august 1944)
- Ministrul justiției

Gheorghe Docan (27 ianuarie - 15 februarie 1941)
Constantin C. Stoicescu (15 februarie 1941 - 14 august 1942)
Ion C. Marinescu (14 august 1942 - 23 august 1944)
- Ministrul apărării naționale

General Iosif Iacobici (27 ianuarie - 22 septembrie 1941)
ad-int. Mareșal Ion Antonescu (22 septembrie 1941 - 22 ianuarie 1942)
General Constantin Pantazi (22 ianuarie 1942 - 23 august 1944)
- Ministrul economiei naționale

General Gheorghe Potopeanu (27 ianuarie - 26 mai 1941)
Ion C. Marinescu (26 mai 1941 - 14 august 1942)
Ion I. Fințescu (14 august 1942 - 19 februarie 1943)
ad-int. General Gheorghe Dobre (19 februarie 1943 - 23 august 1944)
- Ministrul de finanțe

General Nicolae N. Stoenescu (27 ianuarie 1941 - 25 septembrie 1942)
Alexandru D. Neagu (25 septembrie 1942 - 1 aprilie 1944)
Gheron Netta (1 aprilie - 23 august 1944)
- Ministrul agriculturii și domeniilor

General Ion Sichitiu (27 ianuarie 1941 - 19 martie 1942)
Aurelian Pană (19 martie 1942 - 3 iulie 1943)
Ion Marian (3 iulie 1943 - 24 aprilie 1944)
Petre Nemoianu (24 aprilie - 23 august 1944)
- Ministrul lucrărilor publice și comunicațiilor

General Grigore Georgescu (27 ianuarie - 9 iulie 1941)
Constantin Bușilă (9 iulie 1941 - 5 august 1943)
Constantin Al. (Atta) Constantinescu (6 octombrie 1943 - 23 august 1944)
- Ministrul Înzestrării Armatei și Producției de Război

General Gheorghe Dobre (16 septembrie 1942 - 23 august 1944)
- Ministrul muncii, sănătății și ocrotirii sociale

Petre Tomescu (27 ianuarie 1941 - 23 august 1944)
- Ministrul educației naționale, cultelor și artelor (din 15 februarie 1941 Ministerul Instrucțiunii, Educației, Cultelor și Artelor, apoi din 1 iunie 1941 Ministerul Culturii Naționale și al Cultelor):

General Radu R. Rosetti (27 ianuarie - 11 noiembrie 1941)
ad-int. Mareșal Ion Antonescu (11 noiembrie - 4 decembrie 1941)
Ion Petrovici (4 decembrie 1941 - 23 august 1944)
- Ministrul Propagandei Naționale

Nichifor Crainic (1 aprilie - 26 mai 1941)
ad-int. Mihai A. Antonescu (26 mai 1941 - 23 august 1944)
- Ministrul coordonării Statului Major economic

Lt-col. Nicolae Dragomir (27 ianuarie - 3 aprilie 1941)

## Sursa
- Stelian Neagoe - "Istoria guvernelor României de la începuturi - 1859 până în zilele noastre - 1995" (Ed. Machiavelli, București, 1995)
- Scurtu, Ioan (2010), Istoria românilor în timpul celor patru regi (1866-1947): Mihai I, Ediția a III-a, revăzută și adăugită, București: Editura Enciclopedică